# ايرو بويرو
ايرو بويرو (بالإنجليزية: Aero Boero)‏ هي شركة أرجنتينية لصناعة الطائرات، أنشئت في عام 1956 من قبل هيكتور بويرو في مورتروز (Morteros) في مقاطعة قرطبة. صنعت ايرو بويرو مجموعة من طائرات المنافع والمرافق المدنية الخفيفة والطائرات الزراعية. 

## قائمة الطائرات
العديد من النماذج المذكورة أدناه صنعت (أو كانت) تصنع في عدة متغيرات:
- ايرو بويرو إيه بي-95 - طائرة منافع مدنية، أحادية السطح، ويأجنحة عالية، وذات محرك واحد، بقوة 100 حصان وبثلاثة مقاعد.
- ايرو بويرو إيه بي-115 - طورت من إيه بي-95، مع محرك بقوة 115 حصان. مع تطوير الديناميكية الهوائية.
- ايرو بويرو إيه بي-150 - طورت من إيه بي-115، مع محرك بقوة 150 حصان.
- ايرو بويرو إيه بي-180 - طورت من إيه بي-115، مع محرك بقوة 180 حصان.
- ايرو بويرو إيه بي-210 - طورت من إيه بي-115، مع محرك بقوة 210 حصان. وبمعدات هبوط ثلاثية النقاط. بنيت طائرة واحدة فقط.
- ايرو بويرو إيه بي-260 - طورت من إيه بي-115، مع محرك بقوة 260 حصان. وبمعدات هبوط ثلاثية النقاط. بنيت طائرة واحدة فقط.
- ايرو بويرو 260 إيه جي - طائرة زراعية للرش الجوي، أحادية السطح، ويجناح منخفض، وذات محرك واحد، وبمقعد واحد.

## وصلات خارجية
- www.aero-boero.com.ar